# Arxiu Central d'Educació
L'Arxiu Central d'Educació és un centre de titularitat i gestió estatal que actua com a arxiu central de la Secretaria d'Estat d'Educació, Formació Professional i Universitats, encara que orgànicament pertany a la Subdirecció General d'Arxius Estatals, la qual depèn de la Secretaria d'Estat de Cultura, ambdues secretaries formen part del Ministeri d'Educació, Cultura i Esport espanyol.

## Història
Creat per Reial decret de 12 de desembre de 1847, adoptà el nom d'Arxiu General del Ministeri de Foment. Passarà per custodiar fons de gran importància com els de l'antiga Governació, la Direcció de Camins, o l'Arxiu de la Inquisició.
El 1884 el Cos Facultatiu d'Arxivers, Bibliotecaris i Arqueòlegs es fa càrrec de la seva gestió i passa dependre de la Direcció general d'Instrucció Pública, amb caràcter d'Arxiu General i de primera classe.
Al llarg del segle xx va passar per diverses dependències, va estar en els soterranis del Ministeri de Foment al Passeig d'Atocha, al carrer d'Alcalá l'any 1931, al carrer Serrano dins dels dipòsits de l'Arxiu Històric Nacional, fins que en 1973 s'estableix definitivament a la ciutat d'Alcalá de Henares, en l'ala dreta de la vuitena planta de l'edifici que també ocupen l'Arxiu General de l'Administració i el Centre d'Informació Documental d'Arxius (CIDA).

## Fons
Custodia documentació de gran valor per a la història de l'educació, la cultura o l'arquitectura. D'interès són les sèries documentals d'expedients personals i de revisió de depuració de catedràtics d'Universitat, Escoles Tècniques, Instituts i Magisteri, expedients d'oposicions i concursos de catedràtics i professors d'Universitat, Escoles Tècniques, Escoles Professionals i Instituts, Construccions Escolars, Missions Pedagògiques, Analfabetisme, els Planes d'Estudis, Congressos Internacionals, les Disposicions legals, els Títols i la Comptabilitat.

## Serveis
L'accés a l'Arxiu Central d'Educació és lliure i gratuït per a tots els ciutadans. Existeixen diferents tipus d'usuaris: la pròpia administració i els ciutadans que acudeixen en la legítima defensa dels seus interessos, o amb finalitats culturals o científics. Les consultes es poden realitzar a la sala d'investigadors o per correu ja sigui per correu ordinari o electrònic.